# 原田智和
原田 智和（はらだ ともかず、1972年2月19日 - ）は、大阪府出身の競艇選手。
登録番号3607。身長164cm、体重51kg。血液型B型。71期。大阪支部所属。同期に川北浩貴、岩崎芳美、山崎智也、海野ゆかりらがいる。

## 来歴
- 2003年6月17日、丸亀競艇場での「日刊スポーツカップ」で優勝。
- 2010年7月27日、芦屋競艇場での「外向販売所アシ夢テラスオープン記念」で優勝（通算6回目）。

## 人物・エピソード
- SGや記念戦線で活躍している石野貴之の兄弟子として石野にプロペラの指導をしてきた。